# Вав (буква финикийского алфавита)
Вав — шестая буква финикийского алфавита.

## Произношение
В финикийском языке буква ўаў (𐤅) обозначала звук ⧼w⧽ — как «w» в слове window.

## Происхождение
Как и в случае со всеми буквами финикийского алфавита, согласно наиболее распространённой версии, символ происходит от египетского иероглифа. Предполагается, что первоначально пиктограмма, от которой произошёл символ, обозначала гвоздь, крючок в финикийском языке. Отсюда и название буквы.

## Потомки в поздних алфавитах
- (древне)греческий: Ϝ, ϝ (дигамма, вав) для звука ⧼w⧽; Υ, υ (ипсилон) для звуков ⧼u⧽, ⧼y⧽ и ⧼i⧽
  - кириллица: Ѵ, ѵ (ижица) для звуков ⧼и⧽, ⧼в⧽; Ꙋ, ꙋ (ук) для звука ⧼у⧽; У, у, (у) для звука ⧼у⧽; Ў, ў (у краткое) для звука ⧼w⧽
  - этрусский: 𐌅 читается ⧼v⧽ и 𐌖 (у) читается ⧼u⧽
    - латиница: F, f (эф) для звука ⧼f⧽; V, v (вэ) — для ⧼v⧽; Y, y (ипсилон, игрек) — для ⧼y⧽; U, u (у); W, w (дубль вэ);
- арамейский: 𐡅
  - сирийский: ܘ
    - арабский: و (вав)

  - еврейский: ו (вав)